# Fernando Alexandre (homme politique)
Fernando Manuel de Almeida Alexandre, né le 4 janvier 1972 à Gafanha da Nazaré, est un professeur et homme politique portugais.
Il est ministre de l'Éducation, de la Science et de l'Innovation depuis 2024, dans le XXIVe gouvernement constitutionnel portugais, dirigé par Luís Montenegro,.
Il est secrétaire d'État à l'Administration intérieure dans le XIXe gouvernement constitutionnel, dirigé par Pedro Passos Coelho.
Il est professeur associé au département d'économie de l'Université du Minho depuis 2009, après avoir obtenu sa licence et sa maîtrise en économie à l'Université de Coimbra et son doctorat en économie à l'Université de Londres - Birkbeck College avec une thèse sur la politique monétaire et les marchés financiers, en 2003.